# 伴我同行 (電影)
《伴我同行》（英語：Stand by Me）是一部1986年上映的美國劇情片，改編自史蒂芬·金的1982年小說作品《四季奇譚》中的。
描述1950年代末，四名住在奧勒岡州虛構小鎮城堡岩，各自懷著心傷的少年們因為好奇心展開一段沿著鐵路的“發現屍體”之旅的一個夏天冒險故事（原作背景則是在緬因州）。本作描寫的主題包含原生家庭、因為兄弟相爭而產生的該隱情結、心理創傷、友誼。
本作獲得1987年奧斯卡最佳改編劇本獎，金球獎作品獎，導演獎提名。另外也讓班·伊·金的同名曲站在我這邊重新發行而因此大賣。

## 故事大綱
作家戈登·拉臣斯某天看到「律師克里斯‧錢伯斯被人刺殺」的新聞，讓他因此回想到少年的時候。被殺的克里斯正是戈登少年時的朋友。時間也隨著回憶來到他12歲時。戈登住在奧勒岡州中一個叫作城堡岩的農村小鎮。戈登，克里斯，泰迪，魏恩4人，雖然個性不同卻很合得來，他們總是一起玩耍。四人還會在樹上的木造秘密小屋中抽煙玩牌，並因此萌生了少年時期才有的友情。
某天，魏恩從身為不良團體成員的哥哥那邊偷聽到某個消息。原來3天前一個行蹤不明叫作布勞爾的少年，不幸被火車撞死，他的屍體就在30哩遠的森林當中。魏恩向其他人說「只要大家找出屍體就能因此成為英雄」，因此4人為此展開一場找尋屍體的旅行。途中，四人雖然產生爭吵，但最後仍互相和好，並沿著鐵路繼續展開像是一段大冒險的旅行。四人在鐵橋上差點被火車撞到，之後在森林的沼澤被水蛭襲擊。那晚大家一起露宿在森林中，四人拿著克里斯帶來的手槍，輪流守夜。擅於寫故事的戈登，由於被雙親冷落而傷了他的心，讓他本人不期望將來能從事寫作工作，但克里斯為了讓他可以繼續發揮寫作的才能，因此告訴他一定要堅持下去。另一方面，克里斯則因為家族成員有犯罪背景，所以對自己的未來不抱任何希望，但也被戈登勸告要繼續升學。
這時，魏恩及克里斯的哥哥所屬的不良團體老大艾斯聽到屍體的消息後，決定帶手下們一起開車找尋屍體。隔天，戈登等四人終於找到布勞爾的屍體，但艾斯他們卻突然出現，脅迫四人交出屍體。魏恩及泰迪雖然因此逃跑，不過克里斯卻毅然拒絕，於是就在艾斯氣到要拿刀攻擊他的瞬間，戈登突然開槍，並將槍口對準艾斯。艾斯等人被他的氣迫震懾住而因此悻悻然地離開。
一個夏天的冒險就因此這樣結束，四人也像以往一樣在鎮外互相告別。之後，大家各自走上不同的道路，並因此疏遠。長大後的戈登成為作家，克里斯則努力讀書成為律師。他和克里斯有10年以上沒有見面，看到克里斯被殺的新聞讓他想起這段令人懷念的過去。戈登知道自己往後不再有像是當時的那群朋友們以及因此所生的真摯友情，靜靜地在電腦上為這段故事打上結尾，並和兒子以及兒子的朋友一起出發到泳池。

## 登場人物
戈登·拉臣斯　
主角，性格內向而認真，有寫作的才能但不被父母欣賞。由於哥哥丹尼死於意外，讓雙親受到影響而冷落他，使他因此對這件事抱持著某些情結。
戈登（大人）
本作的敘事者，這時已經是有家室的作家。
克里斯·錢伯斯
暱稱為「克里斯」。戈登的好友。有個曾是罪犯的父親和不良少年的哥哥，讓他無法相信他的家庭並對於自己的未來感到悲觀。無論是他本人或旁人都認為他自己將來會成為一名壞人，但從他願意幫助被欺負的朋友等情來看，他也有充滿正義以及重視友情的一面。隨同戈登等人探險期間，因為看到戈登的寫作才能，勸他將來一定要從事寫作工作。之後努力苦讀而成為律師，但某天在餐廳中勸架時，被其中一位客人拿小刀刺殺而死。
泰迪·杜杉　
暱稱為「泰迪」。戴著大眼鏡。受父親影響而想要從軍。他的父親雖然在諾曼第戰役擁有勇敢奮戰的傳說，卻因此得到精神病。泰迪雖然將父親當作英雄般尊敬，但反過來也常常遭到他的虐待，還遭到他用火爐去燙傷泰迪的耳朵。之後因為耳朵和視力問題而無法從軍，並因此坐牢過一段時間，現在擔任臨時工。
魏恩·泰索　
體型肥胖，有點遲鈍。性格膽小。在自家的地底下埋放著存有零錢的瓶子，但因為「藏寶圖」被母親扔了，因此有空時就會試著開挖地下，企圖找出瓶子。哥哥是不良團體中的成員‧比利，魏恩在一次挖地時在他們對話中偷聽到有關屍體的事情。之後在讀完高中後結婚，並且有四名孩子。
艾斯·梅利爾 　
不良團體的老大。
艾博·錢伯斯
總是在艾斯身旁，並奪走戈登的帽子。克里斯的哥哥。
比利·泰索
魏恩的哥哥，就是他發現少年的屍體。
丹尼·拉臣斯
戈登的哥哥，已過世。原來是名美式足球的明星選手，雙親也相當看好他的將來，另外他也受到戈登的景仰，但卻不幸因為車禍而死。與克里斯一樣是少數幾位認識到戈登文采的人。
戈登父母
疼愛長子丹尼，卻不了解次子戈登的才能。在丹尼過世後而悲傷到失去活力，並因此冷落戈登。戈登還因此夢到父親對他說「如果是你代替丹尼死掉就好了」的惡夢，讓他無法沒感受到父母對他的親情。

## 演員
- 威爾·惠頓：戈登·拉臣斯（12歲時）
  - 李察·德雷福斯：戈登·拉臣斯（成人時；角色名單標記為作家）
- 瑞凡·費尼克斯：克里斯·錢伯斯
- Corey Feldman：泰迪·杜杉
- 傑瑞·奧康內爾：魏恩·泰索
- 基佛·蘇德蘭：約翰·「艾斯」·梅利爾，幫派老大
- Casey Siemaszko：比利‧泰索，幫派成員
- 約翰·庫薩克：丹尼‧拉臣斯
- Marshall Bell：拉臣斯先生
- Frances Lee McCain：拉臣斯太太
- Bradley Gregg：理察·「艾博」·錢伯斯，幫派成員

## 工作人員
- 原作：史蒂芬·金
- 導演：羅伯·雷納
- 劇本：Bruce A. Evans、Raynold Gideon
- 製作人：Andrew Scheinman、Bruce A. Evans、Raynold Gideon
- 攝影監督：Thomas Del Ruth
- 音樂：Jack Nitzsche
- 美術：Dennis Washington

## 與原作的差異
- 電影中，戈登執筆時，雖然已經與泰迪及魏恩就疏遠，但原作中，則是在他執筆前，這2人就已經過世。
- 電影中克里斯是成為律師後被人刺殺，但原作中則是他還是法學院學生時就被人刺殺身亡。
- 原作中回到小鎮的四人發誓要向艾斯復仇，但電影中則沒有這個橋段。
- 電影中是克里斯挑釁艾斯，並由戈登開槍制止艾斯，但原作中反過來是戈登先挑釁艾斯，克里斯之後開槍制止。
- 原作中戈登在執筆後，有在工廠看到艾斯工作的一幕，但電影中則沒有。

## 外部連結
- AllMovie上《Stand by Me》的资料（英文）
- 互联网电影数据库（IMDb）上《Stand by Me》的资料（英文）